# Taft Heights (Kalifornija)
Taft Heights je naseljeno područje za statističke svrhe u američkoj saveznoj državi Kalifornija. Prema popisu stanovništva iz 2010. u njemu je živjelo 1.949 stanovnika.